# トニ・カルボ
トニ・カルボ（Toni Calvo）ことアントニオ・カルボ・アランデス（Antonio Calvo Arandes, 1987年3月28日 - ）は、スペイン・バルセロナ出身の元サッカー選手。現役時代のポジションはウイング、ミッドフィールダー。

## 来歴
1998年に11歳でバルセロナに入団。アレビンAカテゴリーからスタートする。同年代の選手たち（ジェラール・ピケやリオネル・メッシ、セスクなど）とシーズン無敗という黄金のカデッテBチームを形成した。
UEFA U-19欧州選手権2006にジェフレン・スアレスやジェラール・ピケたちと出場。右ウイングとして大会優勝に貢献した。翌年のFIFA U-20ワールドカップ2007にも選出されたが大会前に負傷し、コンディションが整わないまま参加となり、出場機会はあまり無かった。
2007年、ギリシャのアリス・テッサロニキへ移籍した。以降は活躍の場をギリシャやキプロスに移し、2017年までプロとしてキャリアを継続していた。2018年にスペインへ戻り、下部リーグのアマチュア選手として2020年まで現役を続けた。

## タイトル
スペイン代表
- U-19欧州選手権 2006 優勝

FCバルセロナ
- コパ・デ・カンペオネス・フベニール 2005
- コパ・デル・レイ・フベニール 2005